# Жизнь после смерти (телесериал)
«Жизнь после смерти» или «Следом за жизнью» (англ. After Life) — британский комедийно-драматический телесериал, созданный Рики Джервейсом. Первый сезон вышел 8 марта 2019 года на Netflix. Премьера второго сезона состоялась 24 апреля 2020 года. Оба сезона получили положительные отзывы кинокритиков и зрителей. 6 мая 2020 сериал был продлён на третий сезон. Финальный третий сезон вышел 14 января 2022 года.

## Сюжет
Действие разворачивается в вымышленном городке Тэмбери. Жизнь Тони, журналиста местной бесплатной газеты, переворачивается с ног на голову, когда его жена умирает от рака молочной железы. Он собирается совершить суицид, но принимает решение жить дальше и покарать мир за смерть жены. Теперь он говорит и делает только то, что хочет. Он называет это своей «суперсилой», но его план проваливается, когда все вокруг начинают проявлять внимание и делать Тони лучше с каждым днём.

## В ролях
- Рики Джервейс — Тони Джонсон, глава отдела тематических сюжетов в местном издании «Газета Тэмбери»
- Тони Уэй — Ленни, коллега Тони, фотограф
- Дайан Морган — Кэт, коллега Тони, специалист по рекламе
- Том Басден — Мэтт, шурин Тони, главный редактор газеты
- Мандип Диллон — Сэнди, новая сотрудница газеты, журналист (1-2 сезон)
- Дэвид Брэдли — Рэй Джонсон, отец Тони, страдает деменцией и живёт в доме престарелых
- Эшли Дженсен — Эмма, сиделка Рэя
- Керри Гадлимен — Лиза Джонсон, жена Тони, скончавшаяся от рака
- Анти — Бренди, собака Тони и Лизы, лучший друг Тони и его главная причина жить
- Пол Кэй — психиатр Тони и Мэтта (1-2 сезон)
- Пенелопа Уилтон — Энн, пожилая вдова, которую Тони часто встречает на кладбище и заводит дружбу с ней
- Джо Уилкинсон — Пэт, почтальон
- Рошин Конати — Рокси, секс-работница (1-2 сезон)
- Джо Хартли — Джун, девушка Ленни
- Итан Лоуренс — Джеймс, сын Джун, который становится стажёром в газете
- Томми Финнеган — Джордж, сын Мэтта, племянник Тони
- Лора Пэтч — Джилл, жена Мэтта
- Дэвид Эрл — Брайан Гиттинс, барахольщик-клептоман, кукловод и стендап-комик, который мечтает стать героем местной газеты, позже его нанимают доставщиком газет
- Тим Плестер — Джулиан Кейн, наркоман, которого нанимает Мэтт для доставки газет (1 сезон)
- Питер Игэн — Пол, владелец газеты, на пенсии (2-3 сезон)
- Колин Хоулт — Кен Отли, руководитель общественного драматического театра (2-3 сезон)
- Кэт Хьюз — Колин, новая сотрудница газеты, стажёр (3 сезон)

## Список серий
| Сезон | Сезон | Серии | Дата выхода    |
| ----- | ----- | ----- | -------------- |
|       | 1     | 6     | 8 марта 2019   |
|       | 2     | 6     | 24 апреля 2020 |
|       | 3     | 6     | 14 января 2022 |

### 1 сезон (2019)
| № общий | № в сезоне | Episode                | Режиссёр      | Автор сценария | Дата премьеры |
| --- | ---------- | ---------------------- | ------------- | -------------- | ------------- |
| 1 | 1          | «Эпизод 1» «Episode 1» | Рики Джервейс | Рики Джервейс  | 8 марта 2019  |
| Тони пытается приспособиться к новой жизни после смерти жены. В редакции местной бесплатной газеты Тэмбери, где работает Тони, появляется новая сотрудница — Сэнди. |            |                        |               |                |               |
| 2 | 2          | «Эпизод 2» «Episode 2» | Рики Джервейс | Рики Джервейс  | 8 марта 2019  |
| Тони решает попробовать героин, чувствуя, что ему нечего терять. Также он присматривает за своим племянником Джорджем и налаживает отношения с Сэнди.               |            |                        |               |                |               |
| 3 | 3          | «Эпизод 3» «Episode 3» | Рики Джервейс | Рики Джервейс  | 8 марта 2019  |
| Тони нанимает Рокси для работы по дому. Его настроение портится после посещения стендап-концерта.                                                                   |            |                        |               |                |               |
| 4 | 4          | «Эпизод 4» «Episode 4» | Рики Джервейс | Рики Джервейс  | 8 марта 2019  |
| Тони посещает «свидание вслепую», которое организовал для него Мэтт. Тони делает очень редкую для себя вещь — приносит извинения.                                   |            |                        |               |                |               |
| 5 | 5          | «Эпизод 5» «Episode 5» | Рики Джервейс | Рики Джервейс  | 8 марта 2019  |
| Брайан убеждает Тони написать историю о его жилище. Он угрожает Робби молотком.                                                                                     |            |                        |               |                |               |
| 6 | 6          | «Эпизод 6» «Episode 6» | Рики Джервейс | Рики Джервейс  | 8 марта 2019  |
| Тони признаёт влияние окружающих на то, что он не впал в депрессию.                                                                                                 |            |                        |               |                |               |

### 2 сезон (2020)
| № общий | № в сезоне | Episode                | Режиссёр      | Автор сценария | Дата премьеры  |
| --- | ---------- | ---------------------- | ------------- | -------------- | -------------- |
| 7 | 1          | «Эпизод 1» «Episode 1» | Рики Джервейс | Рики Джервейс  | 24 апреля 2020 |
| Решившись быть добрым, Тони всё ещё пытается снова стать счастливым. Он посещает занятии по дзен-медитации вместе с Мэттом, чей собственный брак трещит по швам.                |            |                        |               |                |                |
| 8 | 2          | «Эпизод 2» «Episode 2» | Рики Джервейс | Рики Джервейс  | 24 апреля 2020 |
| Сын подруги Ленни получает должность стажёра в газете. Сэнди задумывается о том, чтобы начать вести колонку сплетен. Мэтт получает сомнительный совет от своего психотерапевта. |            |                        |               |                |                |
| 9 | 3          | «Эпизод 3» «Episode 3» | Рики Джервейс | Рики Джервейс  | 24 апреля 2020 |
| Цепочка событий эмоционально ранит Сэнди. Рокси и Пэт ужинают вместе, а Тони пытается поддержать Мэтта в желании потусить.                                                      |            |                        |               |                |                |
| 10 | 4          | «Эпизод 4» «Episode 4» | Рики Джервейс | Рики Джервейс  | 24 апреля 2020 |
| Тони берёт интервью у женщины, зависимой от пластической хирургии. Позже ему приходится постараться, чтобы поддержать Кэт.                                                      |            |                        |               |                |                |
| 11 | 5          | «Эпизод 5» «Episode 5» | Рики Джервейс | Рики Джервейс  | 24 апреля 2020 |
| Весь город собирается на представлении общественного театра, и всё идёт так, как и следовало ожидать. Тони получает шокирующие новости.                                         |            |                        |               |                |                |
| 12 | 6          | «Эпизод 6» «Episode 6» | Рики Джервейс | Рики Джервейс  | 24 апреля 2020 |
| Оплакивая очередную потерю, Тони просит у друзей и коллег пространства, а не сочувствия. Позже он борется с осознанием того, что нужно двигаться дальше.                        |            |                        |               |                |                |

### 3 сезон (2022)
| № общий | № в сезоне | Episode                | Режиссёр      | Автор сценария | Дата премьеры  |
| --- | ---------- | ---------------------- | ------------- | -------------- | -------------- |
| 13 | 1          | «Эпизод 1» «Episode 1» | Рики Джервейс | Рики Джервейс  | 14 января 2022 |
| Тони, который продолжает держать Эмму на расстоянии, неохотно соглашается пойти к Мэтту домой, чтобы выпить вчетвером.                                                |            |                        |               |                |                |
| 14 | 2          | «Эпизод 2» «Episode 2» | Рики Джервейс | Рики Джервейс  | 14 января 2022 |
| В коллективе газеты появляется новый стажёр. Тем временем Кэт посещает экстрасенса, а неугомонный Джеймс строит планы.                                                |            |                        |               |                |                |
| 15 | 3          | «Эпизод 3» «Episode 3» | Рики Джервейс | Рики Джервейс  | 14 января 2022 |
| Тони отправляется в путешествие вместе с Мэттом, чтобы почтить память своего отца. Джеймс не в восторге от новых условий жизни. Тони помогает Кэт назначить свидание. |            |                        |               |                |                |
| 16 | 4          | «Эпизод 4» «Episode 4» | Рики Джервейс | Рики Джервейс  | 14 января 2022 |
| Мэтт ищет вид спорта, в котором он мог бы победить Тони. Ленни просит Тони быть его шафером, а Кэт ужинает с очень придирчивым учителем.                              |            |                        |               |                |                |
| 17 | 5          | «Эпизод 5» «Episode 5» | Рики Джервейс | Рики Джервейс  | 14 января 2022 |
| Энн дает Тони несколько советов о том, как двигаться дальше. Эмма пересекается со старым другом. Мэтт испытывает проблемы со здоровьем. Джеймс смог постоять за себя. |            |                        |               |                |                |
| 18 | 6          | «Эпизод 6» «Episode 6» | Рики Джервейс | Рики Джервейс  | 14 января 2022 |
| Интервью с больным ребенком сильно влияет на Тони. Он принимает решение, как распорядиться страховкой Лизы, и проводит время с друзьями на городской ярмарке.         |            |                        |               |                |                |

## Создание

### Разработка
9 мая 2018 года было объявлено, что Netflix начал процесс создания первого сезона сериала, состоящего из 6 серий. Сериал был написан и снят британским комиком Рики Джервейсом, который также появляется на экране в главной роли и является исполнительным продюсером вместе с Чарли Хэнсоном. 14 января 2019 стала известна дата премьеры — 8 марта 2019 года. Также было анонсировано то, что Дункан Хейс присоединяется к сериалу в качестве исполнительного продюсера, а Хэнсон переходит на должность продюсера. 3 апреля 2019 года сериал был продлён на второй сезон, премьера которого состоялась 24 апреля 2020 года. 6 мая 2020 года сериал был продлён на третий сезон, это первый случай в карьере Джервейса, когда созданный им сериал будет состоять более, чем из двух сезонов.
Продюсер Чарли Хэнсон был отстранен от участия в шоу во время съёмок третьего сезона из-за того, что одиннадцать женщин заявили, что он совершил сексуальные домогательства и нападения на них в период с 2008 по 2015 год. Компания Netflix выступила с заявлением: «Хотя обвинения не связаны с его участием в шоу, мы немедленно отстранили его от производства и передали дело в полицию». Джервейс прокомментировал, что он был «потрясен и шокирован», узнав об этих обвинениях, а Хэнсон утверждал, что они были «явно ложными», исходя из известной ему информации.

### Кастинг
Одновременно с анонсом производства сериала было объявлено, что Рики Джервейс исполнит главную роль. 5 июля 2018 года стало известно, что Пенелопа Уилтон, Дэвид Брэдли, Эшли Дженсен, Том Басден, Тони Уэй, Дэвид Эрл, Джо Уилкинсон, Керри Годлиман, Мандип Диллон, Рошин Конати и Дайан Морган присоединились к актёрскому составу.

### Съёмки
Основные съёмки первого сезона стартовали в июле 2018 года в Лондоне, Англия.
Съёмки также проходили в лондонском районе Хампстед, городах Беконсфилд, Хемел-Хемпстед и на общественном пляже Камбер-Сандс в Восточном Суссексе.

## Релиз

### 1 сезон
22 февраля 2019 был опубликован официальный трейлер сериала. 8 марта 2019 года сезон был целиком выпущен на платформе Netflix.

### 2 сезон
10 апреля 2020 года был выпущен трейлер второго сезона. 24 апреля 2020 года все серии второго сезона стали доступны для просмотра на Netflix.

### 3 сезон
Релиз третьего, финального сезона, состоялся 14 января 2022 года на Netflix.

## Критика
Первый сезон получил положительный отклик сразу после релиза. На портале Rotten Tomatoes рейтинг одобрения составляет 74 % со средней оценкой 6,29/10 на основании 44 рецензий. Общий вывод критиков гласит: «Первый сезон „Жизнь после смерти“ балансирует на грани между чёрной комедией и трогательной драмой, а глубоко эмоциональная игра Рики Джервейса раскрывает новые грани его актёрского таланта». На сайте Metacritic, который использует средневзвешенное значение для оценки, первый сезон имеет рейтинг 58 из 100, основываясь на 19 рецензиях.
Меррилл Барр из Forbes написал о сериале: «Безусловно, „Жизнь после смерти“, это тот сериал, который на 100 % заслуживает того, чтобы его посмотреть. Это проект Рики Джервейса, который люди всегда хотели и давно просили». Джош Моделл из AV Club заключил, что сериал представляет собой «тоскливую, саркастическую вечеринку жалости к себе, главная фишка которой — и с этим магическим трюком может мастерски справиться только Рики Джервейс — постоянно указывать на интеллектуальное превосходство главного героя», а также является «качественной осмысленной медитацией, вызванной недавней смертью».
Второй сезон также получил положительные отзывы критиков. На портале Rotten Tomatoes рейтинг одобрения составляет 75 % процентов со средней оценкой 6,28/10 на основании 20 рецензий. BBC сообщил о смешанных отзывах от критиков. Эд Камминг из The Independent написал: «Всё, что я вижу, это сериал, который всегда ищет простые решения. А сценарий имеет дурную привычку использовать ругательства в том месте, где должны быть шутки». В более позитивном ключе оценило второй сезон издание Daily Express: «Рики Джервейс исключителен в непревзойдённой комедии».
Третий сезон получил неоднозначные отзывы. На Rotten Tomatoes у него 58% положительных отзывов со средним рейтингом 6,0 от 12 критиков. Луис Чилтон из The Independent дал сериалу 2/5 звезд, добавив, что тот «погряз в сентиментальности». Брайан Лоури в своём обзоре для CNN назвал сериал «восхитительным» и «причудливым», но отметил, что «в конечном счете, сериал никогда не выходит [полностью] за рамки первоначальной привлекательности его задумки». Издание Radio Times дало оценку 3/5 звёзд, а изданиеNME оценило сезон на 4 из 5 звёзд, добавив, что сериал закончился «на высоком уровне». Критик Джеймс Макмахон счёл, что финальная сцена сериала была «наиболее трогательной и волнующей из величайших работ её создателя».